# カザンラク
カザンラク（Kazanlak (ブルガリア語: Казанлък [kɐzɐnˈɫɤk])）は、ブルガリア・スタラ・ザゴラ州にあり、バルカン山脈麓のカザンラク平原に開けた都市である。カザンラクはブルガリアでは15番目に大きな工業都市で、2017年12月現在の人口は44,760人である。ローズオイル生産の中心地でもある。

## 歴史
カザンラク一帯に人が住み始めたのは新石器時代(紀元前6000～5000年前)までさかのぼる。紀元前4～3世紀頃トゥンジャ川上流はトラキア人支配地の中心で、セウト三世の治世時代でもあり、ヘレニズムの中でのトラキアの歴史的発展にとって重要な場所であった。トラキア人の都市であるセウテポリス(Seuthopolis)はカザンラク近くで発見され、コプリンカ貯水池建設の際徹底的に調査された。紀元前4世紀、セウテポリス近くにトラキア人は墓を建てている。有名なカザンラクのトラキア人の墳墓で、1979年にユネスコの世界遺産に登録されている。
中世、カザンラク平原はブルガリアのボイヤールエルティミールの支配地クルンの中心地であった。後の1370年、カザンラクはオスマン帝国の支配下に入る。現代の都市カザンラクの起源は15世紀にさかのぼる。シプカ峠を防御するため軍の要塞が設けられ、その後手工業が発達した。タンニング(革加工)、銅細工、ガラス細工、フライゼ(織物)、靴作り、樽の製造など50以上の手工業が発達し、バラの栽培も同様に発達した。精油用のバラはインドからペルシア、シリア、トルコを経由し入ってきた。適した気温、高い湿度、日照、シナモン林など成功する条件が必要であった。カザンラクのローズオイルはパリやロンドン、フィラデルフィア、アントウェルペンの展示会などで金メダルに輝いている。オスマン支配後は巨大な市場を失ったことから手工業は衰退して行き、軍需産業が発達する。

## 工業
カザンラクには1924年に設立されたアーセナル社が多様な軍事設備を開発しており、AK-47タイプの小火器や地対空ミサイル、マシンガンなどを製造している。また、M+Sハイドラウリック社とカプロニJSC社が立地しモーターやシリンダーなど構成部材を製造している。織物工場も3箇所立地している他、名産のローズオイル工場が立地する。

## みどころ
カザンラクは有名なバラの谷の東端に位置している。谷の反対側には中規模の高さの山脈があり、5月はとくに素晴らしくバラの野に咲く花や芳しさは比類無いものである。
美しいバラの祭典が6月最初の週に開かれる。バラ祭りが開かれる週は舞踏など毎日違った行事が行われている。美人コンテストも行われ、最終日にはもっとも美しい女性が選ばれる。地元では「バラの女王」と呼ばれている。バラ祭りは1903年から行われており100年以上の伝統がある。現在では国際的なイベントとなり多くの観光客で賑わい人々を楽しませている。

## ギャラリー

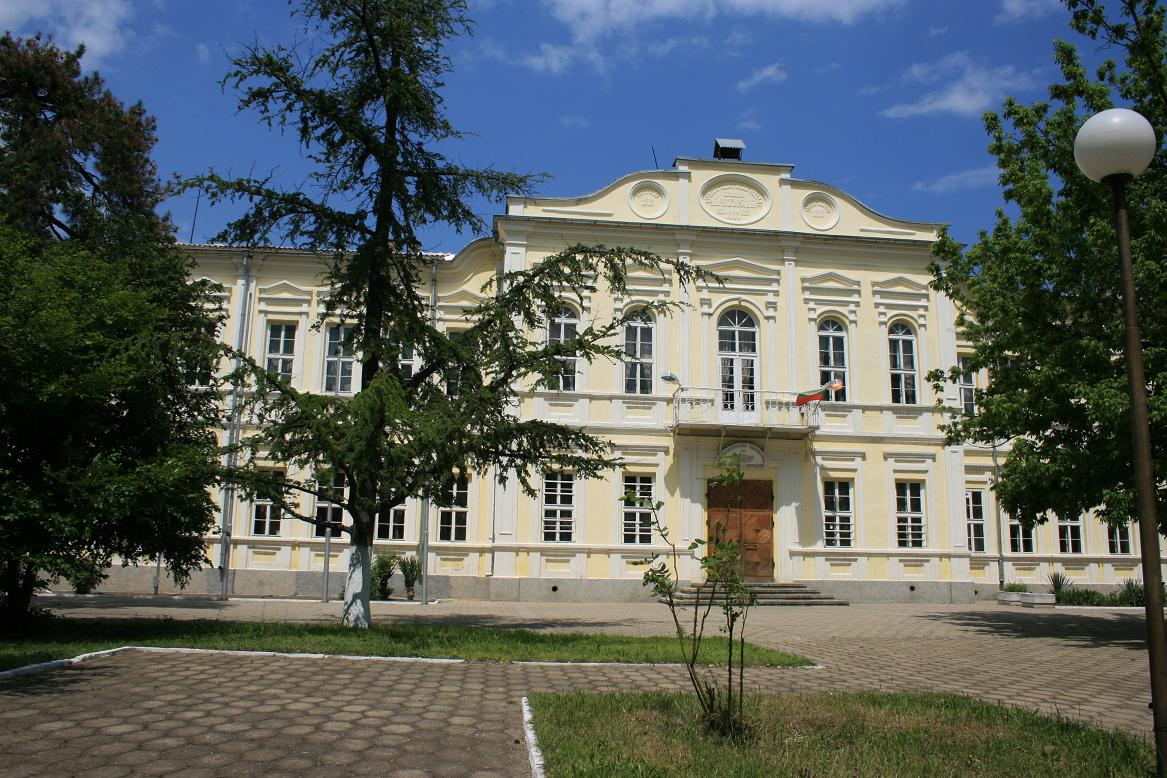
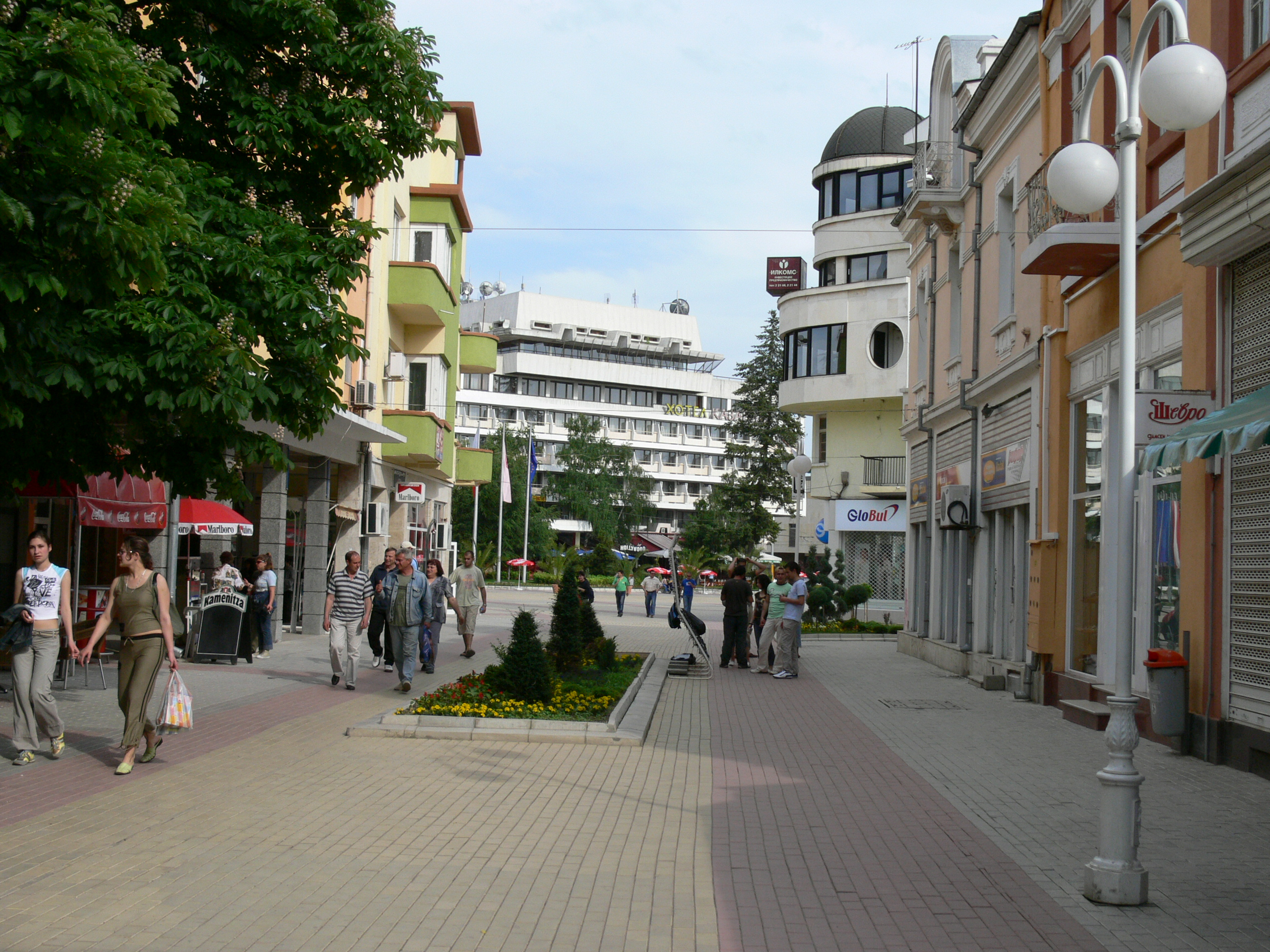
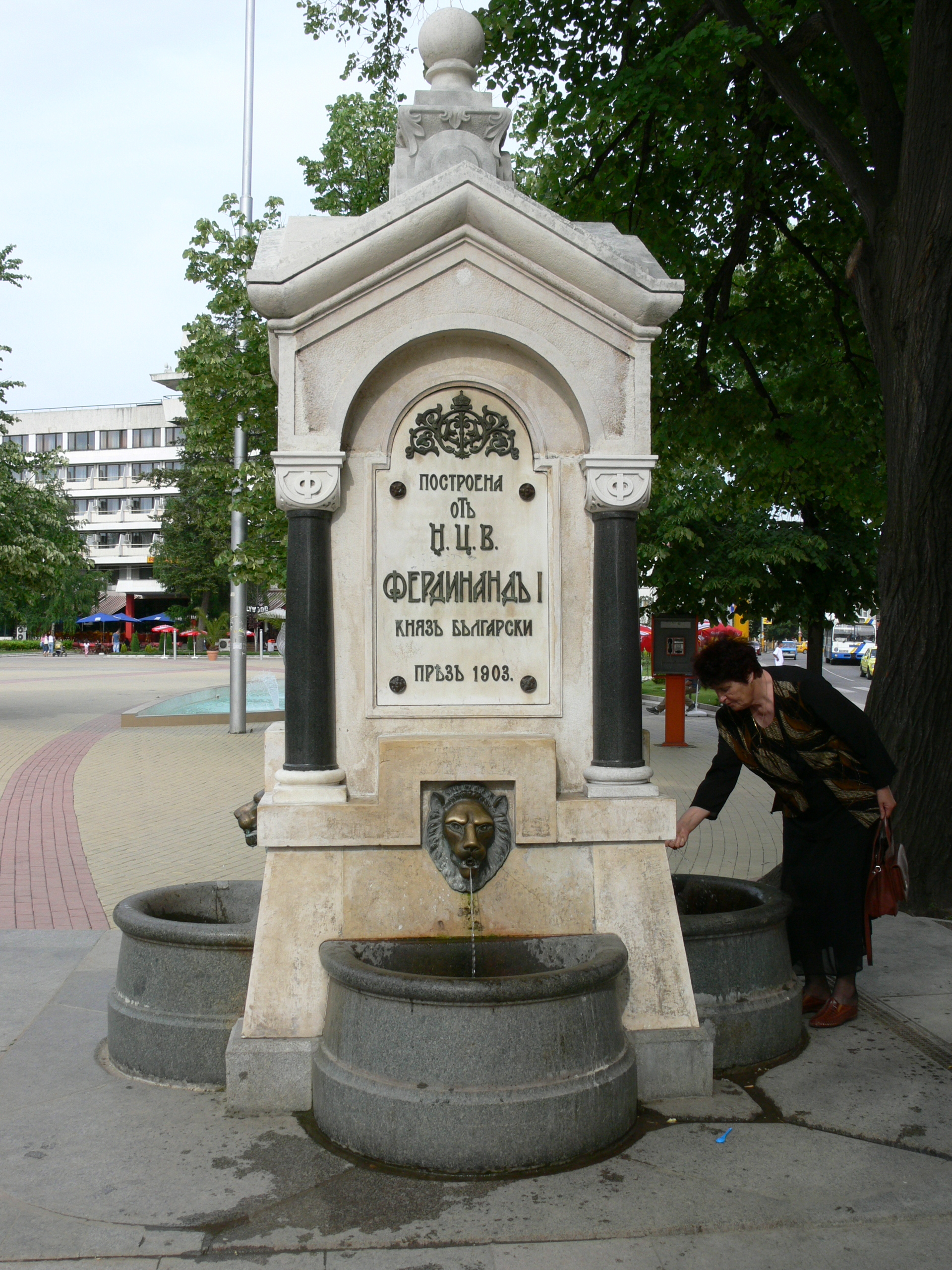
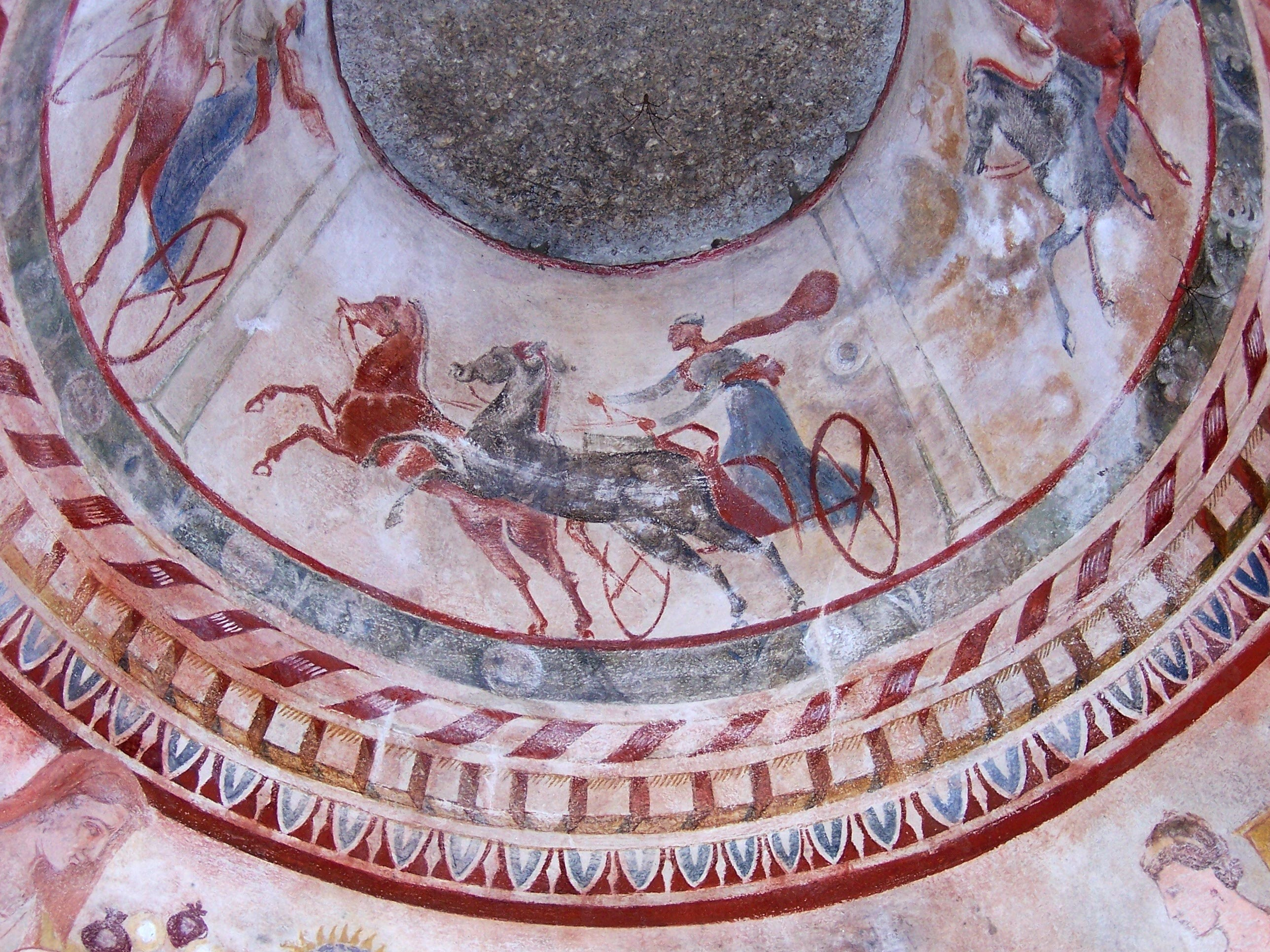
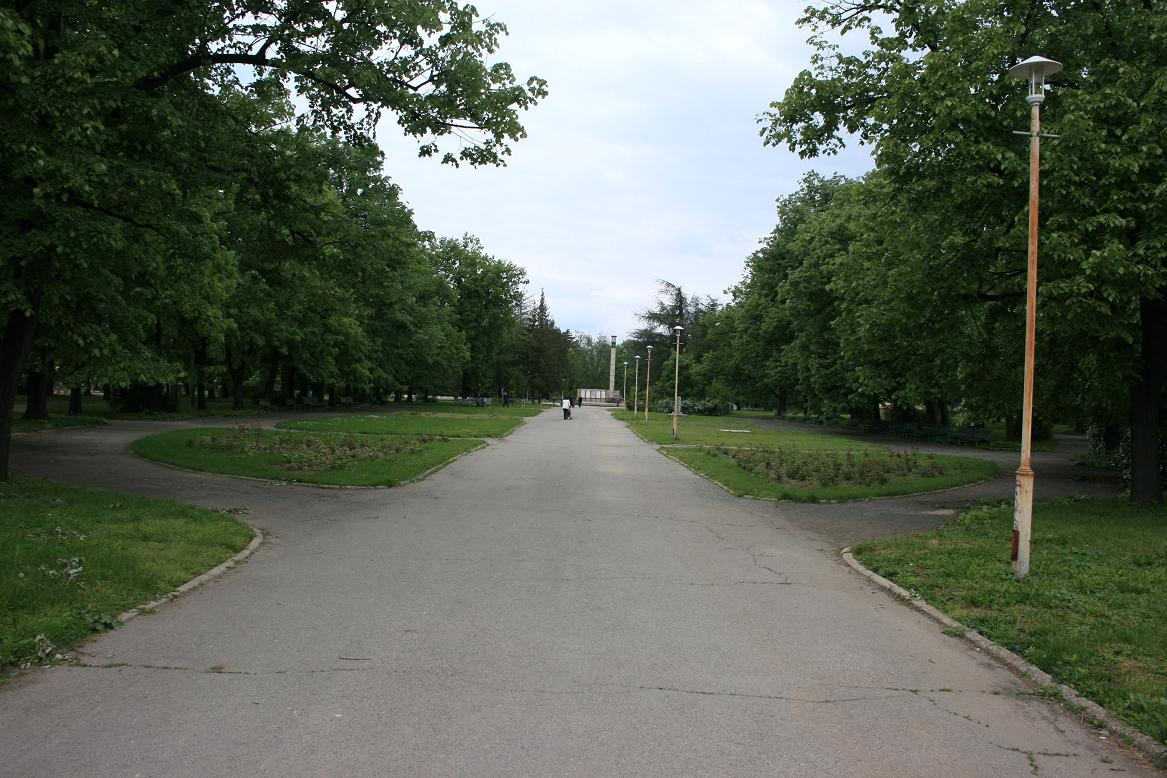

## 姉妹都市
- アレクサンドリア(2006年)
- ルクソール(2006年)
- グラース(2004年)
- サン＝テルブラン(2008年)
- ヴェオリア(2001年)
- トリヤッチ(1994年)
- コチャニ(2007年)
- ナジカニジャ(1970年)
- トゥルゴヴィシュテ(2004年)